# Zbrana dela II
Zbrana dela II drugi je kompilacijski album slovenskog punk rock sastava Pankrti. Objavljen je 1994. u izdanju diskografske kuće Nika Records.

## Popis pjesama
| Br. | Skladba                           | Trajanje |
| --- | --------------------------------- | -------- |
| 1.  | »Totalna revolucija (plesni mix)« |          |
| 2.  | »Pesem o svobodi«                 |          |
| 3.  | »Za železno zaveso«               |          |
| 4.  | »Sabotaža«                        |          |
| 5.  | »Živ spomenik neumnosti«          |          |
| 6.  | »Junaki druzga razreda«           |          |
| 7.  | »Sivi in črni«                    |          |
| 8.  | »Gospodar«                        |          |
| 9.  | »Jest sm na liniji«               |          |
| 10. | »Tko to mora biti zdej«           |          |
| 11. | »Delovni ljudje«                  |          |
| 12. | »Totalna revolucija«              |          |
| 13. | »Enotni in trdi«                  |          |
| 14. | »Kdo so ti ljudje«                |          |
| 15. | »Otroci«                          |          |
| 16. | »Ostan rajš pr men«               |          |
| 17. | »Gora«                            |          |
| 18. | »Sistem svobode«                  |          |
| 19. | »Trije bogovi«                    |          |
| 20. | »Slovan«                          |          |
| 21. | »Janez kranjski Janez«            |          |
| 22. | »Punk is not dead«                |          |